# U 356
U 356 war ein deutsches U-Boot vom Typ VII C, das im Zweiten Weltkrieg für den U-Boot-Krieg im Atlantik von der Kriegsmarine eingesetzt wurde. Es wurde etwa ein Jahr nach der Indienststellung während einer Geleitzugschlacht von Begleitfahrzeugen der Royal Canadian Navy versenkt.

## Versenkung

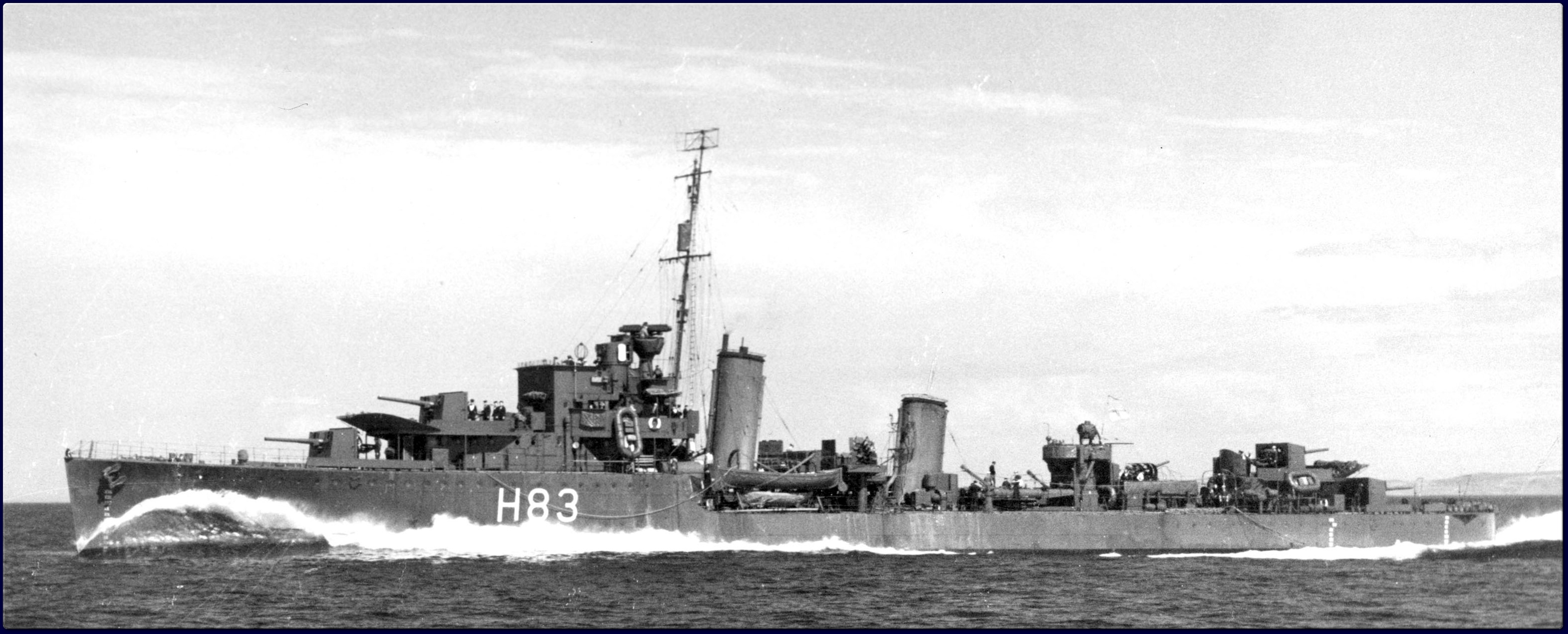
St. Laurent versenkte U 356 mit Wasserbomben

Während des Kampfes um den alliierten Konvoi ONS-154 hatte U 356 am 27. Dezember 1942 drei Frachtschiffe, die Empire Union, die Melrose Abbey und die King Edward versenkt sowie ein weiteres Schiff, die Soekaboemi beschädigt. Die Soekaboemi wurde später von U 441 versenkt.
U 356 wurde von dem kanadischen Zerstörer St. Laurent noch über Wasser entdeckt und durch eine Geschützgranate beschädigt. Nachdem das Boot danach getaucht war, wurde es von der St Laurent es per ASDIC geortet und mit Wasserbomben angegriffen. Nach einer starken Detonation infolge des zweiten Wasserbombenangriffs machte das U-Boot nach ASDIC-Ortung keine Fahrt mehr. Außerdem breitete sich auf der Wasseroberfläche ein breiter Ölteppich aus. Wohl bereits im Sinken begriffen wurde das Boot noch von weiteren kanadischen Schiffen, der Fregatte HMCS Saint John sowie drei Korvetten der Flower-Klasse HMCS Chilliwack, HMCS Battleford und HMCS Napanee mit weiteren Wasserbomben angegriffen und tauchte nicht mehr auf. Es sank auf der Position 45° 18′ 0″ N, 25° 24′ 0″ W mit der gesamten Besatzung von 46 Mann.
Der Konvoi ONS-154 verlor insgesamt 13 Frachtschiffe, während U 356 das einzige U-Boot war, das während des Kampfes versenkt wurde.